# Pusignan
Pusignan est une commune française située dans le département du Rhône en région Auvergne-Rhône-Alpes.

## Géographie

### Situation
La commune de Pusignan est située à 15 kilomètres à l’est de la ville de Lyon et fait partie des communes dites de l'Est lyonnais.

### Géologie et relief
Pusignan se situe sur un amoncellement morainique entouré de collines.

### Communes limitrophes
| Jonage  | Jons               | Villette-d'Anthon (Isère) |
| Meyzieu | Pusignan           | Janneyrias (Isère)        |
| Genas   | Colombier-Saugnieu |                           |

### Climat
Pour des articles plus généraux, voir Climat d'Auvergne-Rhône-Alpes et Climat du Rhône.
En 2010, le climat de la commune est de type climat océanique altéré, selon une étude du Centre national de la recherche scientifique s'appuyant sur une série de données couvrant la période 1971-2000. En 2020, Météo-France publie une typologie des climats de la France métropolitaine dans laquelle la commune est dans une zone de transition entre le climat semi-continental et le climat de montagne et est dans la région climatique  Bourgogne, vallée de la Saône, caractérisée par un bon ensoleillement (1 900 h/an), un été chaud (18,5 °C), un air sec au printemps et en été et des vents faibles. 
Pour la période 1971-2000, la température annuelle moyenne est de 12 °C, avec une amplitude thermique annuelle de 18,4 °C. Le cumul annuel moyen de précipitations est de 891 mm, avec 10,2 jours de précipitations en janvier et 6,8 jours en juillet. Pour la période 1991-2020, la température moyenne annuelle observée sur la station météorologique de Météo-France la plus proche, « Lyon-Saint-Exupery », sur la commune de Colombier-Saugnieu à 6 km à vol d'oiseau, est de 12,8 °C et le cumul annuel moyen de précipitations est de 862,5 mm,. Pour l'avenir, les paramètres climatiques de la commune estimés pour 2050 selon différents scénarios d'émission de gaz à effet de serre sont consultables sur un site dédié publié par Météo-France en novembre 2022.

### Voies de communication et transports

#### Voies routières
La ville est parcourue par l'ancienne route d'Italie, l'actuelle RD 517, et est aisément accessible par la rocade est de Lyon (RN 346) et l'autoroute à péage A432, connectée aux autoroutes A42 et A43.

#### Transports en commun
Les transports en commun de la commune sont sous la compétence du SYTRAL depuis le 1er janvier 2015. Les lignes départementales seront transférées au réseau TCL le 31 août 2015.
- Le tram-train Rhônexpress relie la Gare de Lyon-Part-Dieu à l'aéroport de Lyon-Saint-Exupéry et traverse la commune sans s'y arrêter.
- Plusieurs lignes du réseau TCL desservent la commune, toutes exploitées par Berthelet :
  - La ligne 47 relie Saint Laurent de Mûre - Maréchal Juin à Meyzieu ZI (correspondance avec le tramway T3) via l'Aéroport Saint-Exupéry, en complémentarité avec le service Rhônexpress ;
  - Plusieurs lignes JD, à vocation scolaire.

#### Transport ferroviaire

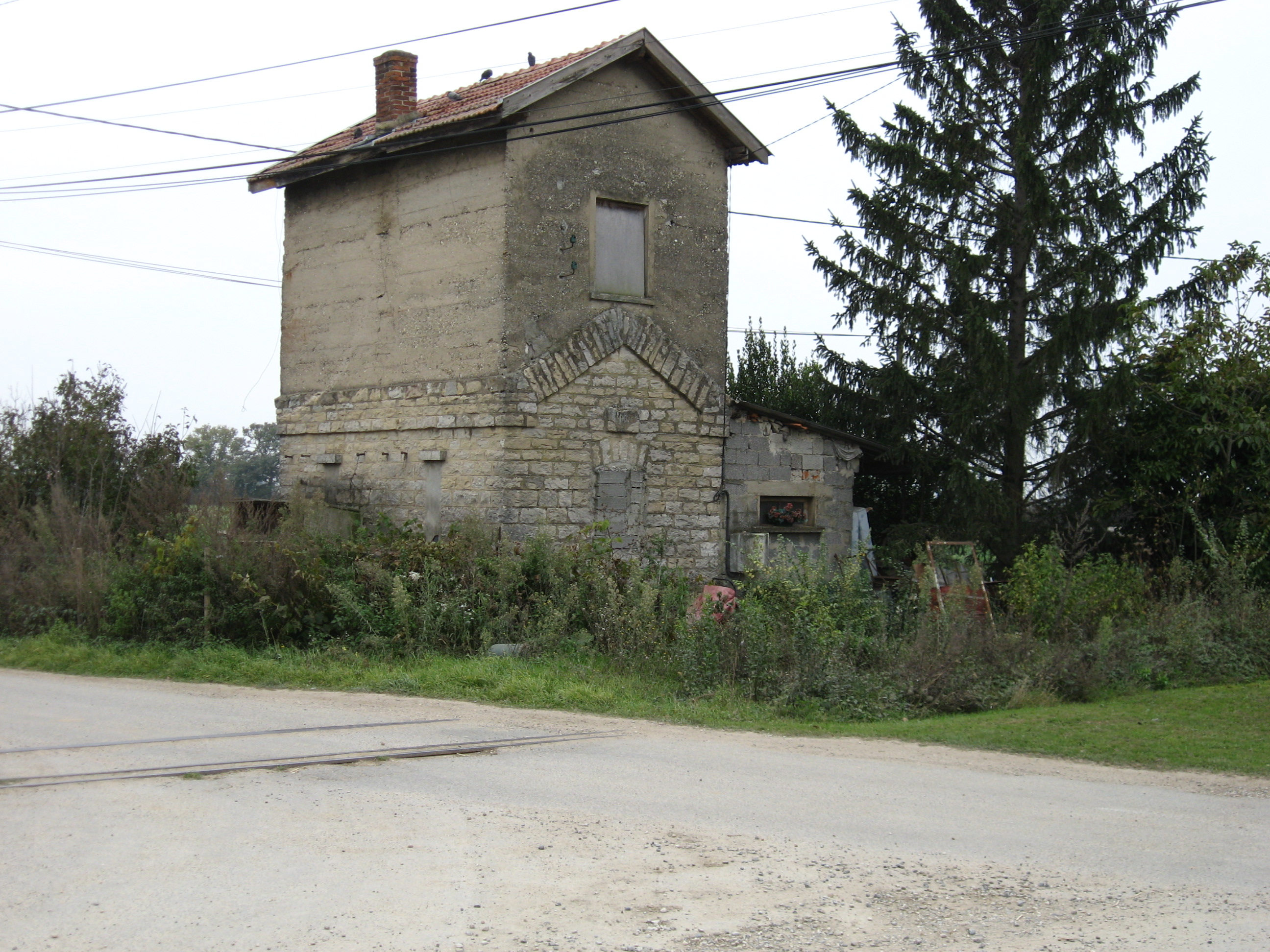
Une maison de garde-barrière de l'ancien Chemin de fer de l'Est de Lyon qui desservait la commune. La gare est aujourd'hui désaffectée.

Anciennement desservie par les chemins de fer de l'Est de Lyon, la commune ne possède plus aujourd'hui de liaison ferroviaire, notamment avec l'agglomération lyonnaise. Seule la ligne Rhônexpress passe au sud de la commune mais ne comporte aucun point d'arrêt étant donné qu'elle est réservée à la desserte aéroportuaire. La gare de Lyon-Saint-Exupéry TGV, située dans la commune voisine de Colombier-Saugnieu, est la plus proche de Pusignan.

#### Transport aérien
Les terminaux de l'aéroport Lyon-Saint-Exupéry sont situés à moins de 4 kilomètres du centre de Pusignan.

## Urbanisme

### Typologie
Au 1er janvier 2024, Pusignan est catégorisée bourg rural, selon la nouvelle grille communale de densité à sept niveaux définie par l'Insee en 2022.
Elle appartient à l'unité urbaine de Pusignan, une unité urbaine monocommunale constituant une ville isolée,. Par ailleurs la commune fait partie de l'aire d'attraction de Lyon, dont elle est une commune de la couronne,. Cette aire, qui regroupe 397 communes, est catégorisée dans les aires de 700 000 habitants ou plus (hors Paris),.

### Occupation des sols
L'occupation des sols de la commune, telle qu'elle ressort de la base de données européenne d’occupation biophysique des sols Corine Land Cover (CLC), est marquée par l'importance des territoires agricoles (60,9 % en 2018), en diminution par rapport à 1990 (67,3 %). La répartition détaillée en 2018 est la suivante : 
terres arables (53,2 %), zones industrielles ou commerciales et réseaux de communication (18,7 %), zones urbanisées (18,1 %), zones agricoles hétérogènes (7,6 %), forêts (2,4 %). L'évolution de l’occupation des sols de la commune et de ses infrastructures peut être observée sur les différentes représentations cartographiques du territoire : la carte de Cassini (XVIIIe siècle), la carte d'état-major (1820-1866) et les cartes ou photos aériennes de l'IGN pour la période actuelle (1950 à aujourd'hui).

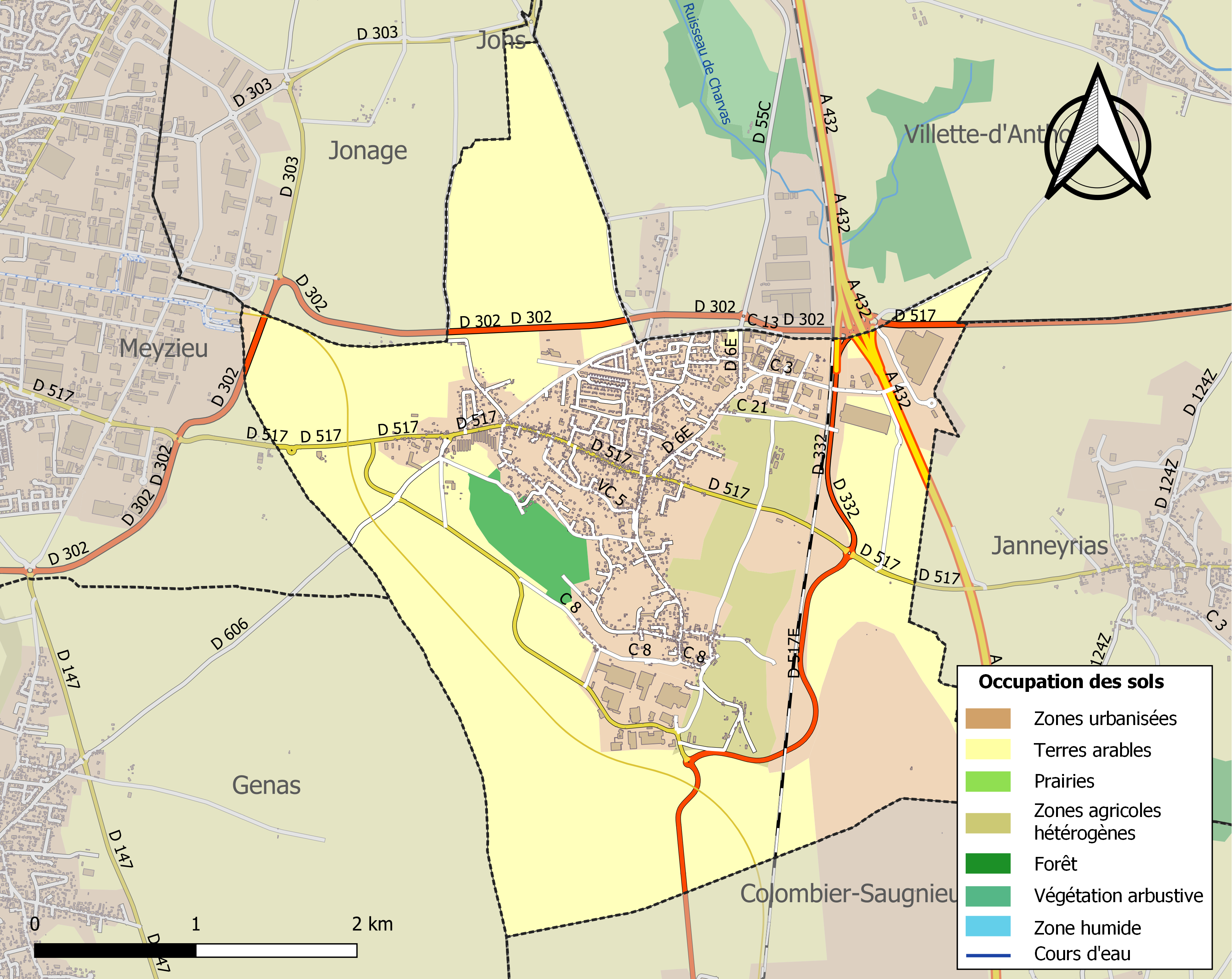
Carte des infrastructures et de l'occupation des sols de la commune en 2018 (CLC).

## Toponymie
Bien qu'une rumeur prétende que le nom de Pusignan provienne d'un lieutenant de César nommé Pusinius, le nom actuel semble plutôt dériver du latin Podium Signantem, faisant référence à la forme de promontoire du lieu. Au Moyen Âge, plusieurs variantes du nom coexistent, telles que Pusignaco et Pusinia, entre autres.

## Histoire
On a retrouvé à Pusignan des tombes burgondes ainsi que les traces d'un fort romain au lieu-dit le Pavillon, qui était un poste de surveillance et un point d’appui militaire, car on pouvait de là, surveiller l’importante route commerciale de Lyon à Crémieu.
Bâti au XIIe siècle, le château est détruit en 1789. Mais la chapelle subsiste encore, et se trouve aujourd’hui au centre du vieux cimetière.
Dans les dernières années, la proximité de Lyon a modifié l’aspect de la cité. On a construit de nombreuses habitations. Cependant pour préserver la qualité de vie, et compenser les contraintes de l’environnement, il est interdit de construire des immeubles de plus de deux étages.

## Politique et administration

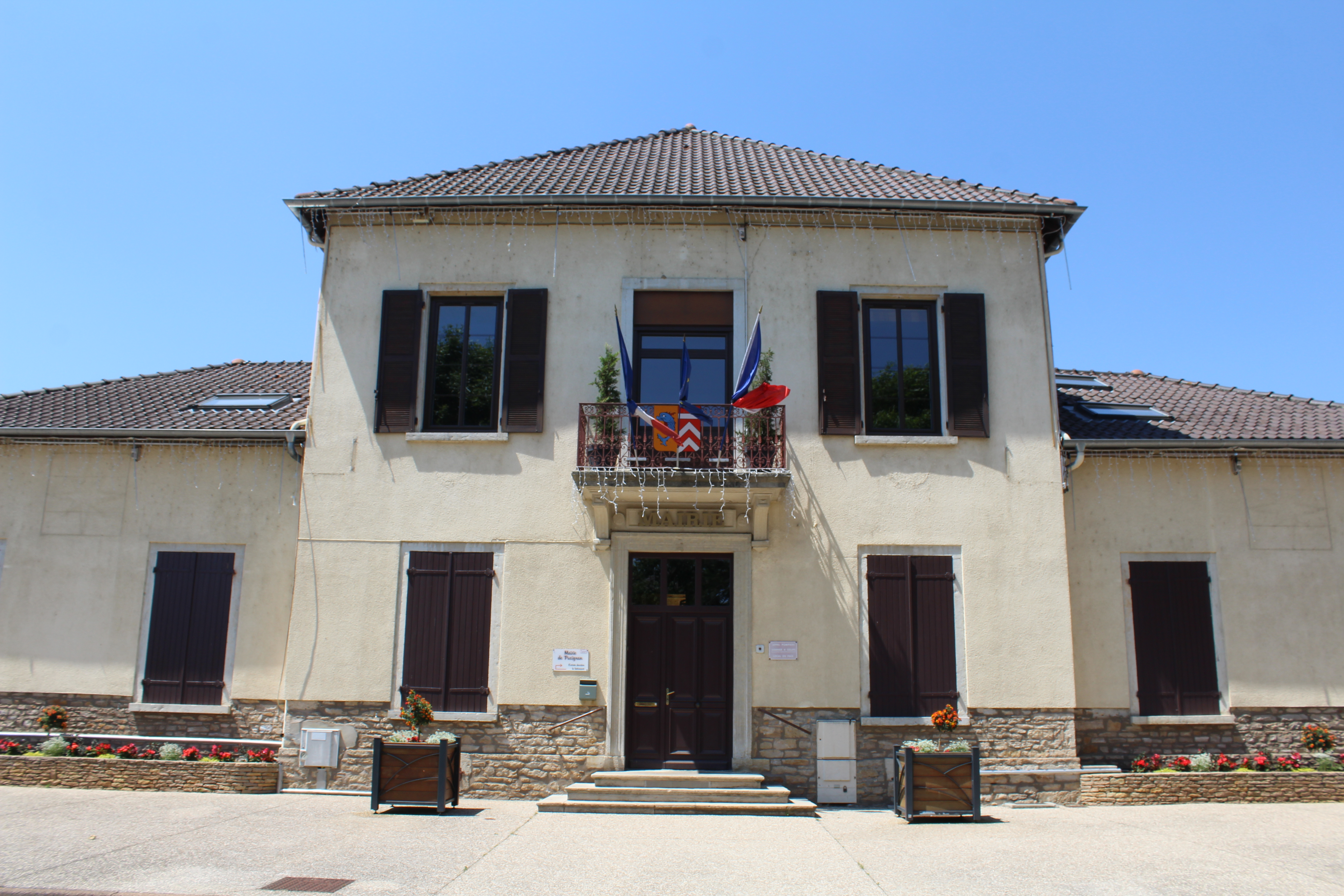
Mairie.

### Rattachements administratifs et électoraux
Rattachements administratifs
La commune, qui faisait partie du département de l'Isère, a été rattachée en 1967 à celui du Rhône et à son arrondissement de Lyon.
Elle faisait partie depuis 1801 du canton de Meyzieu de l'Isère puis du Rhône. Dans le cadre du redécoupage cantonal de 2014 en France, cette circonscription administrative territoriale a disparu, et le canton n'est plus qu'une circonscription électorale.
Rattachements électoraux
Pour les élections départementales, la commune fait partie depuis 2014 du canton de Genas
Pour l'élection des députés, elle fait partie de la treizième circonscription du Rhône.

### Intercommunalité
Pusignan est membre de la communauté de communes de l'Est lyonnais, un établissement public de coopération intercommunale (EPCI) à fiscalité propre créé fin 1993 et auquel la commune avait transféré un certain nombre de ses compétences, dans les conditions déterminées par le code général des collectivités territoriales.

### Tendances politiques et résultats
Lors du second tour des élections municipales de 2020 dans le Rhône, la liste DVD menée par Pierre Grossat  — Premier adjoint du maire sortant — obtient la majorité absolue des suffrages exprimés, avec 649 voix (50,23 %, 21 conseillers municipaux élus dont 3 communautaires), battant de 5 voix le liste DVD menée par Brigitte Emain (643 voix, 49,76 %, 6 conseillers municipaux élus dont 1 communautaire.

Lors de ce scrutin marqué par la pandémie de Covid-19 en France, 52,89 % des électeurs se sont abstenus.
La candidate battue lors de ces élections de 2020 conteste les résultats du scrutin en raison du très faible écart de voix. Celui-ci est annulé par le Conseil d'État en raison d'une propagande irrégulière le jour de l'élection. Cette annulation intervient quelques jours après le décès du maire élu en 2020. Lors des élections municipales qui ont suivi, la liste menée par Anita Di Murro, ancienne première adjointe, a remporté le scrutin le 2 mai 2021 avec  73,8% des suffrages exprimés, ne laissant que 3 sièges de conseillers municipaux et communautaires à la liste menée par Brigitte Emain.

### Jumelages
- Schönwald (Allemagne).

## Démographie
L'évolution du nombre d'habitants est connue à travers les recensements de la population effectués dans la commune depuis 1793. Pour les communes de moins de 10 000 habitants, une enquête de recensement portant sur toute la population est réalisée tous les cinq ans, les populations de référence des années intermédiaires étant quant à elles estimées par interpolation ou extrapolation. Pour la commune, le premier recensement exhaustif entrant dans le cadre du nouveau dispositif a été réalisé en 2007.

En 2022, la commune comptait 4 145 habitants, en évolution de +2,02 % par rapport à 2016 (Rhône : +3,93 %, France hors Mayotte : +2,11 %).
| 1793 | 1800 | 1806 | 1821 | 1831  | 1836  | 1841  | 1846  | 1851  |
| ---- | ---- | ---- | ---- | ----- | ----- | ----- | ----- | ----- |
| 649  | 575  | 844  | 781  | 1 168 | 1 089 | 1 229 | 1 239 | 1 317 |

| 1856  | 1861  | 1866  | 1872  | 1876  | 1881  | 1886  | 1891  | 1896  |
| ----- | ----- | ----- | ----- | ----- | ----- | ----- | ----- | ----- |
| 1 300 | 1 300 | 1 310 | 1 318 | 1 244 | 1 176 | 1 244 | 1 251 | 1 202 |

| 1901  | 1906 | 1911 | 1921 | 1926 | 1931 | 1936 | 1946 | 1954 |
| ----- | ---- | ---- | ---- | ---- | ---- | ---- | ---- | ---- |
| 1 068 | 990  | 902  | 880  | 867  | 845  | 807  | 843  | 896  |

| 1962  | 1968  | 1975  | 1982  | 1990  | 1999  | 2006  | 2007  | 2012  |
| ----- | ----- | ----- | ----- | ----- | ----- | ----- | ----- | ----- |
| 1 060 | 1 249 | 1 800 | 1 876 | 2 720 | 3 098 | 3 436 | 3 482 | 3 730 |

| 2017  | 2022  | - | - | - | - | - | - | - |
| ----- | ----- | - | - | - | - | - | - | - |
| 4 114 | 4 145 | - | - | - | - | - | - | - |

## Économie
Le développement de la commune est influencé par l'importance de l'agglomération lyonnaise, bien que la commune soit restée hors du Grand Lyon.
La superficie utilisée pour l’agriculture couvre plus de la moitié de la superficie de la commune. On cultive essentiellement le maïs, le blé, le tournesol et le colza.

## Culture locale et patrimoine

### Lieux et monuments

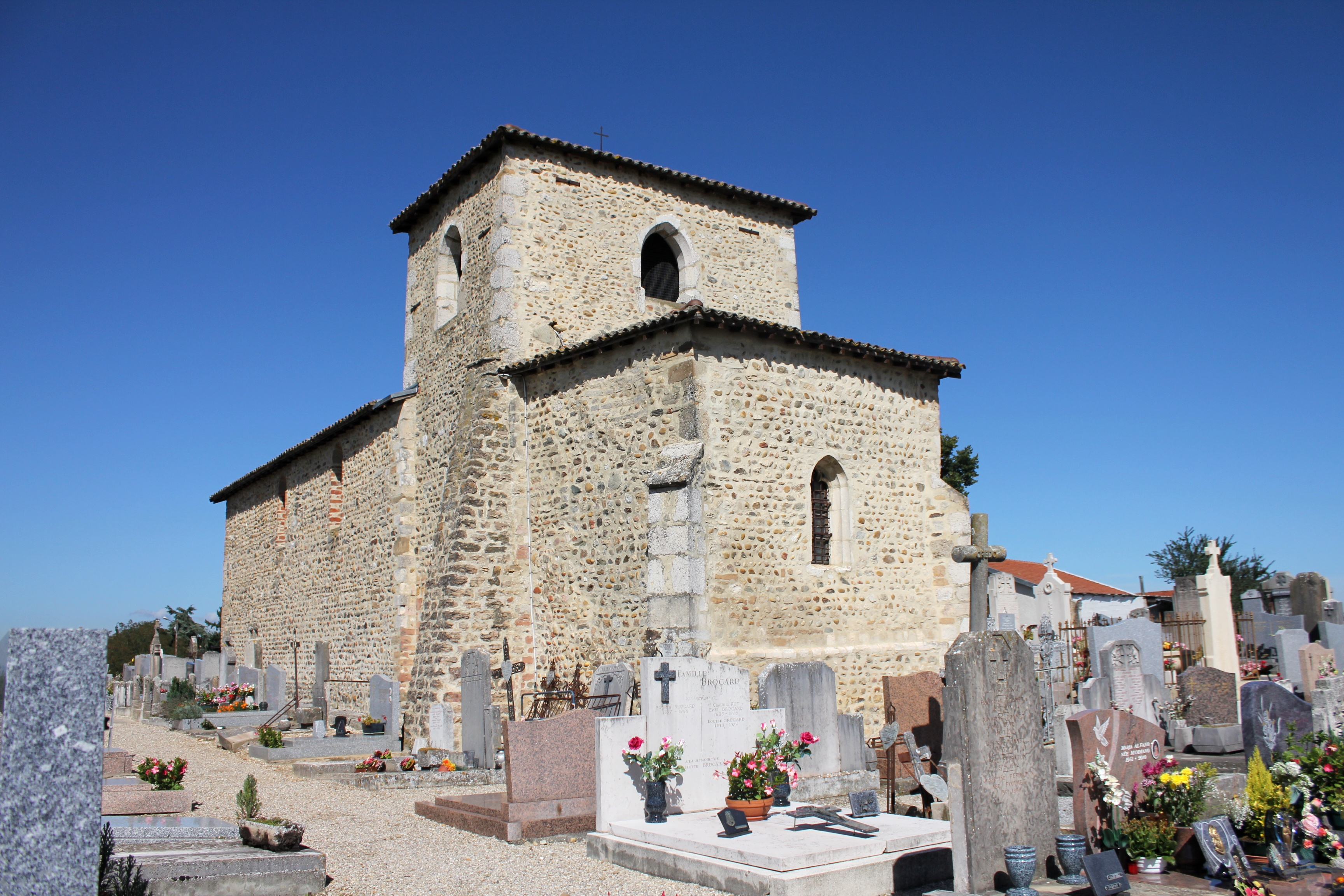
Ancienne église abbatiale de Moifond.

- Les ruines du château de Pusignan et son point de vue.
- L'église de la Sainte-Vierge, datant du XIXe siècle. Elle contient une plaque funéraire de la fin du Ve siècle ou du VIe siècle[32]
- La chapelle romane de Moifond, du XIIe siècle, au cimetière[33]
- Le marais de Charvas est une zone humide reprise dans la zone naturelle d'intérêt écologique, faunistique et floristique éponyme[34].

### Personnalités liées à la commune
- Edmond Thuries (ex-directeur technique, Alstom T&D) ;
- Jean Parédès (1914-1998), acteur ;
- Rémy Vercoutre, gardien de l'Olympique lyonnais a résidé dans la commune ;
- Cédric Bardon ancien joueur de l'Olympique lyonnais et du Stade rennais réside dans la commune. Il entraîne une équipe jeune du club de football local ;
- Romain Saladini vice-champion du monde de four-cross masculin en 2007 et 2009 réside dans la commune ;
- Julian Palmieri joueur de football, a résidé dans la commune et a joué dans le club de football local ;
- Rayan Cherki, joueur de football, en est originaire.

### Héraldique
| Armes actuelles de Pusignan | Elles peuvent se blasonner ainsi aujourd’hui : écartelé : au premier d'or au dauphin d'azur crêté, barbé, loré, peautré et oreillé de gueules, au second de gueules aux deux chevrons d'argent surmontés d'une fasce du même. |